# Szyllukowie

Flaga Królestwa Szylluk (nowa)

Flaga Królestwa Szylluk (stara)

Szyllukowie (Szylluk) – grupa etniczna zamieszkująca tereny na lewym brzegu Nilu Białego w Sudanie Południowym, odłam Nilotów z północnej grupy ludów Luo. W 1993 roku ich liczebność wynosiła ok. 430 tysięcy. Posługują się językiem szylluk z grupy nilo-saharyjskiej.
Szyllukowie zachowują tradycyjne wierzenia (kult przodków, animizm). Podstawą gospodarki jest hodowla bydła, rolnictwo i rybołówstwo. Do tradycyjnych zajęć zalicza się również kowalstwo. Struktura społeczna opiera się na egzogamicznych rodach i klasach wieku. Jako jedyna grupa etniczna wśród Nilotów Szyllukowie rozwinęli centralną władzę plemienną.